# Chondracanthus yabei
Chondracanthus yabei – gatunek widłonoga z rodziny Chondracanthidae. Nazwa naukowa tego gatunku skorupiaków została opublikowana w 2005 roku przez zespół zoologów w składzie: Ju-shey Ho, Il-Hoi Kim i Kazuya Nagasawa.